# アゼルバイジャン国家親衛隊
アゼルバイジャン国家親衛隊（英: Azerbaijani National Guard、アゼルバイジャン語: Azərbaycan Milli Qvardiyası）は、アゼルバイジャン共和国軍の部隊。半独立した部隊で、大統領直轄の特別国家保護サービス隷下となっており、政府要人や海外要人の警護、国民議会、アゼルバイジャン大統領府などの政府施設の警備を任務としている。

## 歴史
アゼルバイジャン国家親衛隊は1991年12月25日に創設され、1992年7月31日の大統領令によって、国家親衛隊はアゼルバイジャン共和国軍部隊へ格上げされた。隊員は当初、志願制で2年間の兵役期間とされ、人員の選考は、国家安全保障省と内務省人事機関の支援を受けて行われた。1993年、政府中枢および主要な政府機関の警備部隊が創設された。国家親衛隊は1996年12月まで活動していたが、その後特別国家保護サービスの隷下となった。国家親衛隊の隊旗は2005年10月4日に承認された。

## 任務
国家親衛隊の任務は、大統領および国務大臣の警護、国会、外務省、憲法裁判所、中央選挙委員会やその他政府施設の警備のほか、アゼルバイジャン国内における外国首脳の警護も担当する。また、最重要任務の一つとして、バクー・トビリシ・ジェイハンパイプラインとサウス・コーカサスパイプラインの防護があり、パイプライン防護のためのヘリコプターや車両を保有している。国家親衛隊は、有事の際にアゼルバイジャン陸軍の一部として機能する 。
国家親衛隊は、首都バクーでの儀仗任務も実施しており、2011年9月には儀仗任務用の新しい制服を受領し、殉教者の小路（国立墓地）での献花式の際などに着用される。国家親衛隊の隊員は、2003年12月のヘイダル・アリエフ前大統領国葬の際に儀仗要員として参加したほか、2015年にバクーで開催されたヨーロッパ競技大会開会式の際にアゼルバイジャン国旗とオリンピック旗を掲揚した。